# Glyphonyx yoshimotoi
Glyphonyx yoshimotoi is een keversoort uit de familie kniptorren (Elateridae). De wetenschappelijke naam van de soort is voor het eerst geldig gepubliceerd in 1971 door Hitoo Ôhira. De soort werd ontdekt op het eiland
Amami Ōshima, een van de Amami-eilanden, door C.M. Yoshimoto.